# 鮑伯·布恩
羅伯特·雷蒙·布恩（英語：Robert Raymond Boone，1947年11月19日—），為美國職棒大聯盟的捕手，生涯曾效力過費城人、天使與皇家等隊。他的父親雷·布恩是一名大聯盟球員，兩個兒子Bret Boone和亞倫·布恩也都是大聯盟選手。他們家族四人生涯都曾入選過明星賽。

## 職業生涯

### 費城費城人
1969年大聯盟選秀，費城人在第6輪126順位選進布恩。1972年球季末，布恩登上大聯盟。1977年，他整季初發生8次失誤和3次捕逸。他在費城人期間入選3次明星賽，並在1980年帶隊拿下世界大賽冠軍。

### 加州天使
1982年，費城人將布恩交易到天使。他在天使隊的第一年表現大復活，34次阻殺嘗試抓到21次，最終天使也順利拿下分區冠軍。1983年，他成功入選第四次的明星賽。1984年9月30日，他更是接捕了麥克·威特的完全比賽。

### 堪薩斯市皇家
1989年，成為自由球員的布恩加盟皇家。1990年，他因為手指骨頭斷裂而決定退休，該年他的打擊率為2成39。布恩在職業生涯期間接捕了117場投手完封的賽事，為大聯盟捕手史上第13多。
2005年，布恩入選費城人隊的棒球名人牆。

## 生涯打擊成績
| 出賽次數 | 打席 | 打數 | 得分 | 安打 | 二安 | 三安 | 全壘打 | 打點 | 盜壘 | 保送 | 三振 | 打擊率 | 上壘率 | 長打率 | OPS  |
| -------- | ---- | ---- | ---- | ---- | ---- | ---- | ------ | ---- | ---- | ---- | ---- | ------ | ------ | ------ | ---- |
| 2264     | 8148 | 7245 | 679  | 1838 | 303  | 26   | 105    | 826  | 38   | 663  | 608  | .254   | .315   | .346   | .661 |

## 執教成績
| 球隊 | 年度 | 例行賽 | 例行賽 | 例行賽 | 例行賽       | 季後賽 | 季後賽 | 季後賽 | 季後賽   |
| 球隊 | 年度 | 勝     | 敗     | 勝率   | 排名         | 勝     | 敗     | 勝率   | 結果     |
| ---- | ---- | ------ | ------ | ------ | ------------ | ------ | ------ | ------ | -------- |
| 皇家 | 1995 | 70     | 74     | .486   | 美聯中區第二 | –      | –      | –      | –        |
| 皇家 | 1996 | 75     | 86     | .466   | 美聯中區第五 | –      | –      | –      | –        |
| 皇家 | 1997 | 36     | 46     | .439   | 美聯中區第五 | –      | –      | –      | (被解雇) |
| 紅人 | 2001 | 66     | 96     | .407   | 國聯中區第五 | –      | –      | –      | –        |
| 紅人 | 2002 | 78     | 84     | .481   | 國聯中區第三 | –      | –      | –      | –        |
| 紅人 | 2003 | 46     | 58     | .442   | 國聯中區第五 | –      | –      | –      | (被解雇) |
| 總計 |      | 371    | 444    | .455   |              |        |        |        |          |

## 家庭
布恩家族是美國開拓者丹尼爾·布恩的後代。而鮑伯目前育有3子，其中兩個兒子Bret和亞倫都是大聯盟選手，亞倫更是擔任洋基隊的總教練。Bret的兒子Jake目前在華盛頓國民小聯盟系統打球。
布恩一家都是運動世家，鮑伯的母親和他的姐姐都是游泳選手，哥哥Rod也曾在太空人和皇家的3A體系打球。

## 外部連結
- 球員資訊和成績在MLB，ESPN，Baseball-Reference，Fangraphs（英文）